# Kate Winslet
Kate Elizabeth Winslet, angleška filmska igralka, * 5. oktober 1975, Reading, Berkshire, Anglija, Združeno kraljestvo.
V svoji karieri je Kate Winslet prejela mnogo nagrad. Je najmlajša oseba, kar jih je bilo kdaj nominiranih za šest oskarjev, od katerih je enega tudi dobila, in sicer za film Bralec (2008). Zaigrala je v uspešnih dramah in komedijah, njeno delo pa sega od zgodovinskih do sodobnih filmov, od večjih hollywoodskih projektov do manj promoviranih neodvisnih filmov. Med drugim je prejela nagrade, kot so Screen Actors Guild Award, nagrada BAFTA, nagrado hollywoodskega združenja tujih novinarjev, za svoje delo na televiziji pa je bila tnominirana udi za emmyja.
Kate Winslet, ki je odraščala v Berkshireu, je že v otroštvu zanimala drama in leta 1991 je pri šestnajstih letih začela s svojo igralsko kariero na britanski televiziji. Njen filmski prvenec je bil film Nebeški bitji (1994), s katerim je prvič pritegnila pozornost filmskih kritikov. Javnosti je postala bolj znana s svojimi nadaljnimi filmi, kot sta Razsodnost in rahločutnost (1995) in Titanik (1997), ki je med letoma 1997 in 2010 veljal za najbolje prodajani film vseh časov. Za oba filma je bila nominirana za oskarja.
Od leta 2000 je Kate Winslet za svoje delo prejemala v glavnem pozitivne ocene s strani filmskih kritikov in bila nominirana za mnoge nagrade za svoje nastope v filmih, kot so Quills (2000), Iris (2001), Večno sonce brezmadežnega uma (2004), V iskanju dežele Nije (2004), Majhni otroci (2006), Bralec (2008) in Krožna cesta (2008). Za svoj nastop v slednjem filmu jo je revija New York označila za »najboljšo angleško govorečo igralko svoje generacije«. Romantična komedija Počitnice in animirani film Odplaknjeni gizdalin (oba iz leta 2006) sta postala dva izmed komercialno najuspešnejših filmov v njeni karieri.
Kate Winslet je bila nagrajena z grammyjem v kategoriji za »najboljši album za otroke« leta 2000. Kot vokalistka je bila vključena v soundtracke nekaterih filmov, v katerih je nastopila, singl »What If« pa je bil vključen v soundtrack filma Christmas Carol: The Movie (2001) in je postal velika uspešnica v nekaterih evropskih državah. Kate Winslet ima hčerko s svojim bivšim možem, Jimom Threapletonom, ter sina s svojim drugim možem, Samom Mendesom, s katerim pa sta se razšla. Trenutno živi v New York Cityju.

## Zgodnje življenje
Kate Elizabeth Winslet, ki se je rodila v Readingu, Berkshire, je druga od treh hčera natakarice Sally Anne (rojena Bridges) in pogodbenika plavalnega bazena Rogerja Johna Winsleta. Njena starša sta bila »priložnostna igralca«, zaradi česar je Kate Winslet dejala, da ni »imela priviligirane vzgoje« in da je živela »iz dneva v dan«. Njena stara starša po mamini strani, Linda (rojena Plumb) in Archibald Oliver Bridges, sta ustanovila in vodila gledališče Repertoar v Readingu, njen stric, Robert Bridges, pa je zaigral v originalni produckiji igre Oliver! na West Endu. Tudi njeni sestri, starejša Anna in mlajša Beth, sta igralki.
Vzgojena v anglikanskem gospodinjstvu je Kate Winslet dramo začela študirati že pri enajstih letih na gledališki šoli Redroofs, neodvisni delno izobraževalni šoli v Maidenheadu, Berkshire, kjer je bila predstavnica učencev. Pri dvanajstih je zaigrala v televizijskem oglasu za kosmiče Sugar Puffs, ki ga je režiral britanski filmski ustvarjalec Tim Pope. Ta je dejal, da je bil njen naravni talent »očiten že od samega začetka«.

## Kariera

### 1991–1997
Kariera Kate Winslet se je pričela na televiziji, ko je zaigrala v BBC-jevi otroški znanstveno-fantastični televizijski seriji Temni letni čas. Tej vlogi so sledili nastopi v televizijskem filmu Anglosaško vedenje (1992) in televizijska serija Get Back (1993) za kanal ITV ter v epizodi medicinske televizijske serije Casualty (1993) za BBC.
Leta 1992 se je Kate Winslet udeležila avdicije filma Petra Jacksona, Nebeški bitji, v Londonu. Odšla je na avdicijo za vlogo Juliet Hulme, najstnice, ki sodeluje pri umoru mame njene najboljše prijateljice, Pauline Parker (zaigrala jo je Melanie Lynskey). Avdicije se je udeležilo 175 deklet, vlogo pa je nazadnje dobila ona. Film je vključeval tudi njen pevski prvenec, njeno verzijo arije »Sono Andati« iz opere La Bohème, ki je bila del soundtracka filma. Film je ob izidu leta 1994 prejel v glavnem pozitivne ocene s strani filmskih kritikov. Peter Jackson in njegova partnerka, Fran Walsh, sta bila nominirana za oskarja v kategoriji za »najboljši originalni scenarij« za scenarij tega filma, Kate Winslet pa je bila za svoj nastop v tem filmu nagrajena z nagradami, kot sta Empire Award v kategoriji za »najboljšo igralko« in London Film Critics Circle Award v kategoriji za »britansko igralko leta«. Novinar revije The Washington Post, Desson Thomson, je o njenem nastopu napisal: »Kot Juliet je Kate Winslet ognjena krogla s svetlimi očmi kjer koli se pojavi. Popolnoma zasenči Lynskeyjevo, katere skrivnostno tiha Pauline dopolni občutljivo, nevarno razmerje.« Ko je opisovala svoje izkušnje na snemanju, kjer je bila še absolutna začetnica, je Kate Winslet dejala: »Na snemanju filma Nebeški bitji sem vedela le to, da moram postati ta oseba. Na nek način je bilo snemanje [filma] prav prijetno in vedeti ničesar o tej krvavi reči.«
V prihodnjem letu je Kate Winslet odšla na avdicijo za manjšo, a ključno vlogo Lucy Steele v filmski upodobitvi romana Jane Austen, Razsodnost in rahločutnost (1995), kjer so igrali tudi Emma Thompson, Hugh Grant in Alan Rickman. Nazadnje je dobila glavno vlogo v tem filmu, vlogo Marianne Dashwood. Režiser Ang Lee je priznal, da ga je skrbelo, ker je Kate Winslet svojo vlogo v filmu Nebeški bitji zaigrala tako »nepremišljeno«, zaradi česar je od nje zahteval, da vadi tai chi, bere romane in poezijo iz gotskega obdobja in obdobja Jane Austen ter dela z učiteljem klavirja, da bi svojemu nastopu dodala še nekaj miline. Film, ki je samo v Združenih državah Amerike zaslužil 16,5 milijonov $, po svetu pa kar 135 milijonov $ in tako dosegel velik finančni ter komercialni uspeh, je Kate Winslet prislužil nagradi BAFTA in Screen Actors Guild Award ter nominaciji za nagradi oskar in zlati globus.
Leta 1996 je Kate Winslet zaigrala v filmih Jude in Hamlet. V filmu Michaela Winterbottoma, Jude, ki je temeljil na viktorijanskem romanu Thomasa Hardyja, Jude the Obscure, je zaigrala Sue Bridehead, mlado žensko, ki simpatizira z idejami sufražetk in se zaljubi v svojega bratranca, ki ga je upodobil Christopher Eccleston. Film, ki so ga kritiki v glavnem hvalili, finančno ni bil preveč uspešen, saj je po svetu zaslužil komaj 2 milijona $. Richard Corliss iz revije Time je napisal: »Kate Winslet je vredna […] velikega oboževanja kamere. Je popolna, modernistka pred svojim časom […] in film Jude dobro prikaže njeno nadarjenost.« Kate Winslet je zaigrala Hamletovo utopljeno ljubimko, Ofelijo v filmski verziji Kennetha Branagha tragedije Hamlet Williama Shakespearea. Film je s strani kritikov prejel v glavnem pozitivne ocene, Kate Winslet pa je za svoj nastop v filmu prejela svojo drugo nagrado Empire Award.
V sredini leta 1996 je Kate Winslet poleg Leonarda DiCapria pričela s snemanjem filma Jamesa Camerona, Titanik (1997). V filmu je zaigrala nežno sedemnajstletnico po imenu Rose DeWitt Bukater, potnico prvega razreda, ki preživi potop ladje RMS Titanik leta 1912. Kasneje je dejala, da je bilo snemanje filma zanjo čustveno izredno zahtevno: »Film Titanik je bil popolnoma drugačen in nič me ne bi moglo pripraviti nanj. … Celotna pustolovščina nas je zelo prestrašila. … Jim [Cameron] je perfekcionist, pravi genij pri snemanju filmov. A preden je film izšel, so ga mediji močno kritizirali in vse skupaj je bilo zelo stresno.« Kljub pričakovanjem je film postal najbolje prodajani film vseh časov, saj je zaslužil več kot 1,843 milijarde $ po svetu, Kate Winslet pa je postala komercialna filmska zvezdnica. Za svoj nastop v tem filmu je bila nominirana za različne priznane nagrade, prejela pa je tudi evropsko filmsko nagrado.

### 1998–2003
Po filmu Titanik je Kate Winslet leta 1998 posnela en sam film, manj uspešno romantično dramo Hideous Kinky. Zavrnila je ponudbe za igranje glavnih vlog v filmih Zaljubljeni Shakespeare (1998; vlogo je nazadnje dobila Gwyneth Paltrow) ter Ana in kralj (1999; vlogo je zaigrala Jodie Foster), saj je želela zaigrati mlado angleško mamo Julio, ki se, v upanju na nov začetek življenja, skupaj s svojimi hčerkami preseli iz Londona v Maroko. Film je s strani kritikov prejel v glavnem mešane ocene, izšel pa je le v omejeni izdaji, zaradi česar je po svetu zaslužil le 5 milijonov $. Kljub uspehu filma Titanik je Kate Winslet nato poleg Harveyja Keitla zaigrala v še enem manj uspešnem projektu, filmu Holy Smoke! (1999). Film na veliko razočaranje njenih agentov, ki so bili že prej »nesrečni« zaradi njenih umetniških filmov, ni zaslužil veliko denarja. Zaradi pritiska je Kate Winslet dejala, da filma »Titanik nikoli nisem videla kot odskočno desko za večje filme in večjo plačo,« saj je vedela, da bi sicer »lahko bilo tako, vendar bi [jo] to uničilo.« Istega leta je posodila glas liku Brigid v računalniško animiranem filmu Faeries.
Leta 2000 je Kate Winslet zaigrala v zgodovinskem filmu Quills z Geoffreyjem Rushom in Joaquinom Phoenixom, filmu, ki ga je navdihnilo življenje in delo Markiza de Sadea. Igralka je služila za neke vrste »patronsko svetnico« filma, saj je bila edina pomembnejša igralka v stranski vlogi v filmu. Zaigrala je lik spletične z azilom, ki je prenašala Markizove rokopise podzemnim založnikom. Film, ki so ga kritiki v glavnem hvalili, Kate Winslet pa je bila za svoj nastop v njem nominirana za veliko različnih nagrad, med drugim tudi za nagradi Screen Actors Guild Award in Satellite Award. Ob prvem tednu od izida je zaslužil 27.709 $, nazadnje pa je imel 18 milijonov $ dobička po svetu.
V filmu Enigma (2001) je zaigrala mlado žensko, ki se zaljubi v brilijantnega mladega junaka 2. svetovne vojne, ki ga je zaigral Dougray Scott. To je bil njen prvi vojni film in Kate Winslet je dejala, da je bilo »snemanje filma Enigma čudovita izkušnja,« saj je bila v času snemanja v petem mesecu nosečnosti, kar pa je predstavljalo velik izziv za režiserja Michaela Apteda in snemalce, saj nosečnost ni bila del zgodbe. Film, ki je s strani kritikov prejel v glavnem pozitivne ocene, Kate Winslet pa je bila za svoj nastop v tem filmu nagrajena z nagrado British Independent Film Award. A. O. Scott iz revije The New York Times jo je opisal kot »bolj vredno simpatiziranja, kot kadarkoli prej.« Istega leta je zaigrala v kritično priznanem filmu Richarda Eyrea, Iris, kjer je upodobila irsko novinarko Iris Murdoch. Vlogo si je delila z Judi Dench - obe igralki sta upodobili isti lik v različnih življenjskih obdobjih. Nazadnje sta bili v prihodnjem letu obe nominirani za oskarja, kar je bila zanjo tretja nominacija za to nagrado. Leta 2001 je glas posodila Belle v animiranem filmu Christmas Carol: The Movie, ki je temeljil na istoimenskem klasičnem romanu Charlesa Dickensa. Za film je Kate Winslet posnela pesem z naslovom »What If«, ki je kot singl izšla novembra leta 2001, dobiček od prodaje pa so donirali njenima dvema najljubšima dobrodelnima organizacijama, Narodno združenje za preprečevanje krutosti nad otroci (National Society for the Prevention of Cruelty to Children) in Sargeantovo združenje za iskanje raka pri otrocih (Sargeant Cancer Foundation for Children). Uvrstil se je med prvih deset pesmi na mnogih glasbenih lestvicah po Evropi, od tega na prvo mesto na lestvicah v Avstriji, Belgiji in na Irskem, šesto mesto na lestvici v Združenem kraljestvu in leta 2002 zmagala na francoskem glasbenem tekmovanju OGAE.
Njena naslednja filmska vloga je bila vloga ambiciozne novinarke, ki v zadnjih tednih pred njegovo usmrtitvijo opravi intervju z na smrt obsojenim profesorjem (zaigral ga je Kevin Spacey) v dramskem filmu iz leta 2003, Življenje Davida Gala. Film po svetu ni zaslužil pričakovane vsote denarja, le polovico od 50 milijonov $, kolikor so jih porabili za snemanje, filmski kritiki pa so ga z Rogerjem Ebertom iz revije Chicago Sun-Times na čelu, proglasili za »trapastega«.

### 2004–2006
Po filmu Življenje Davida Gala je Kate Winslet poleg Jima Carreyja zaigrala v neodvisnem neosurrealističnem dramskem filmu francoskega režiserja Michela Gondryja, Večno sonce brezmadežnega uma (2004). V filmu je zaigrala Clementine Kruczynski, klepetavo, spontano in nekoliko nevrotično žensko, ki se odloči, da bo vse spomine na svojega bivšega fanta izbrisala. Vloga se je precej razlikovala od njenih prejšnjih vlog, Kate Winslet pa je o tem za revijo Variety povedala, da je bila takoj zatem, ko so jo izbrali za igranje v filmu, precej negotova: »To ni bila vloga, kakršne so mi ponujali po navadi […] Bila sem navdušena, da so nekaj videli v meni, kljub steznikom, za katere so menili, da bi delovali tudi na Clementine.« Film je bil kritično in finančno uspešen. Za svoj za oskarja nominiran nastop v filmu je s strani kritikov prejemala v glavnem pozitivne ocene; Peter Travers iz revije Rolling Stone je, na primer, njeno upodobitev Clementine opisal kot »naelektriziran in izredno ranljiva«.
Njen zadnji film iz leta 2004 je bil film V iskanju dežele Nije. Zgodba govori o škotskem pisatelju J. M. Barrieju (Johnny Depp) in njegovem trdnem razmerju s Sylvio Llewelyn Davies (Kate Winslet), katere sinovi so navdihnili njegovo klasično gledališko igro, Peter Pan. Med promocijo filma je Kate Winslet o svojem nastopu v filmu povedala: »Pri igranju Sylvie je bilo zame zelo pomembno dejstvo, da sem bila takrat tudi sama že mama in menim, da vloge ne bi mogla zaigrati, če ne bi vedela, kako je biti starš in imeti te dolžnosti ter takšno količino ljubezni do svojega otroka […] in moj otrok, ali pa oba, se mi vedno motata pod nogami.« Film je s strani kritikov prejemal v glavnem pozitivne ocene in postal velika uspešnica povsod po svetu ter z zasluženimi 118 milijoni $ njen najbolje prodajan film od filma Titanik.
Leta 2005 je zaigrala v epizodi BBC-jeve komične televizijske serije Extras, kjer je zaigrala svojo satirično verzijo. Medtem, ko je bila oblečena v nuno, je za telefonski seks plačevala liku Maggie. Za svoj nastop v tej seriji je bila nominirana za emmyja. V glasbeni romantični komediji Ljubezen in cigarete (2005), ki jo je napisal in režiral John Turturro, je zaigrala vlogo Tule, ki jo je sama opisala kot »cipo brez dlake na jeziku, nekoga, ki ima slabe manire in ne ve, kako naj se obleče.« Za vlogo jo je izbral John Turturro osebno, in sicer zato, ker so ga navdušile njene plesne sposobnosti, ki jih je pokazala v filmu Holy Smoke!. Filmski kritiki so njen nastop v filmu Ljubezen in cigarete v glavnem hvalili, predvsem zaradi njene interpetacije pesmi »Scapricciatiello (Do You Love Me Like You Kiss Me)« Connie Francis. Derek Elley iz revije Variety je napisal: »Na ekranu ni pokazala največ, vendar je zaradi njene najuspešnejše vloge, razmazanih ličil, [in] popolnega lancashireskega naglasa film dovolj komercialen, da se Winsletova preda nalezljivo okusni vlogi.«
Potem, ko je zavrnila povabilo za igranje v filmu Woodyja Allena, Zadnji udarec (2005), je Kate Winslet dejala, da bi rada več časa preživela s svojima otrokoma. Leta 2006 je začela snemati film Vsi kraljevi možje s Seanom Pennom in Judeom Lawom. V filmu je zaigrala vlogo Anne Stanton, dekleta Jacka Burdena (Jude Law) iz otroštva. Film je bil kritično in finančno neuspešen. Todd McCarthy iz revije Variety je na koncu svoje ocene filma napisal, da ima film »preveč stvari in napačno igralsko zasedbo […] Manjka pa mu veliko ključnih točk v zgodbi, zaradi česar povezave med liki niso najbolj jasne, film sam pa deluje kot nedokončan in malo verjetno se zdi, da bi pritegnil pozornost javnosti, pa čeprav je leto volitev.«
Kate Winslet je spet pritegnila veliko več pozornosti, ko je zaigrala v filmu Todda Fielda, Majhni otroci, kjer je zaigrala Sarah Pierce, zdolgočaseno gospodinjo, ki ima afero s svojim poročenim sosedom (upodobil ga je Patrick Wilson). Oba, njen nastop v filmu in film sam, sta s strani kritikov prejela v glavnem pozitivne ocene; A. O. Scott iz revije The New York Times je, na primer, napisal: »V prevečih prejšnjih filmih je bila intiligenca žalostno podcenjena in zaradi te kakovosti - pa tudi zaradi svoje velike lepote - je film Majhni otroci drugačen od svojih predhodnikov. Rezultat je izzivalen in dostopen film, ki ga je težko pozabiti. Gdč. Winslet, ki je enako dobra igralka kot vsi, ki delajo v filmskem poslu, upodobi vsako najmanjšo podrobnost Sarahinega ponosa, dvoma same vase in želja, kar pa je navdihujoča mešanica priznanja, pomilovanja, zaskrbljenosti in, na koncu filma tudi ljubezni. Ker je gdč. Winslet tako ljubeča, je primankljaj ljubezni v Sarahinem življenju še toliko bolj ganljiv.« Za svoj nastop v filmu je bila nagrajena z nagrado Britannia Award, losangeleško verzijo nagrade BAFTA, v kategoriji za »britansko igralko leta« in nominirana za oskarja, s čimer je pri enaintridesetih letih postala najmlajša igralka, kar jih je bilo kdaj nominiranih za pet oskarjev.
Po filmu Majhni otroci je posnela romantično komedijo Nancy Meyers, Počitnice, v kateri so poleg nje zaigrali še Cameron Diaz, Jude Law in Jack Black. V filmu je zaigrala Iris, Britanko, ki začasno zamenja dom z ameriško žensko (Cameron Diaz). Film je ob izidu s strani kritikov prejel mešane ocene, doživel pa je večji komercialni uspeh, kot ga je v zadnjih devetih letih kateri koli drug film Kate Winslet in po svetu zaslužil več kot 205 milijonov $. Istega leta je glas posodila likom v številnih drugih manjših projektih. Eden izmed teh je bil tudi CG-jev animirani film Odplaknjeni gizdalin, kjer je glas posodila Riti, podgani iz kanalizacije, ki pomaga pri Roddyjevem (Hugh Jackman) pobegu iz mesta Ratropolis nazaj v luksuzno mesto Kensington, kjer se je rodil. Film, ki je užival v velikem kritičnem in komercialnem uspehu, je po svetu zaslužil 177.665.672 $.

### 2007–danes
Leta 2007 je Kate Winslet ponovno sodelovala s svojim soigralcem iz filma Titanik, Leonardom DiCapriem, in sicer sta skupaj zaigrala v filmu, ki ga je režiral njen mož, Sam Mendes, Krožna cesta. Da bi skupaj sodelovala pri filmu, ki je sicer temeljil na istoimenskem romanu Richarda Yatesa iz leta 1961, je predlagala ona, in sicer zatem, ko je prebrala scenarij Justina Haythea. Na snemanju naj bi ustvarjalci filma ob ponovni združitvi izrazili »veselje«, hkrati pa izvajali tudi »dodaten pritisk«, poleg tega pa je bil to tudi prvi film, pri katerem je Kate Winslet sodelovala skupaj s Samom Mendesom. Skupaj z Leonardom DiCapriem sta zaigrala par iz petdesetih, katerih zakon razpada, pri pripravah na vlogi sta si morala ogledati različne posnetke o podeželjskem življenju v tistem času, za svoj nastop pa sta bila ob izidu filma s strani kritikov pohvaljena. V svoji oceni filma je David Edelstein iz revije New York napisal, da »pri nastopu Winsletove nikoli ne naletimo na banalen trenutek, gesto ali besedo. Je Winsletova sedaj najboljša angleško-govoreča igralka svoje generacije? Mislim, da je.« Za svoj nastop v filmu si je Kate Winslet prislužila zlati globus v kategoriji za »najboljšo igralko«, kar je bila hkrati tudi njena sedma nominacija za to nagrado.
Pozno leta 2008 je izšel naslednji projekt Kate Winslet, filmska upodobitev romana Bernharda Schlinka iz leta 1995, Bralec, ki so jo večkrat primerjali s filmom Krožna cesta, izdanem ob približno istem času. V filmu, ki ga je režiral Stephen Daldry, sta poleg nje v stranskih vlogah zaigrala še Ralph Fiennes in David Kross. Na začetku je vlogo zavrnila, saj je bila prezaposlena s snemanjem filma Krožna cesta, in nadomestila naj bi jo Nicole Kidman. Mesec dni po začetku snemanja filma pa je bila Nicole Kidman prisiljena opustiti projekt, saj je zanosila, in Kate Winslet se je ponovno pridružila k igralski zasedbi. Za vlogo bivše Nacistke, stražarke v enem izmed koncentracijskih taborišč, ki je imela afero z najstnikom (David Kross), ki kot odrasel (Ralph Fiennes) priča na sodišču za vojne zločine, je morala izpopolniti svoj nemški naglas. Kasneje je dejala, da je bila vloga zanjo zelo težka, saj ni mogla »simpatizirati z SS-ovo vojakinjo.« Medtem ko je film sam s strani kritikov prejemal mešane ocene, so nastop Kate Winslet v glavnem hvalili. V prihodnjem letu si je prislužila šesto nominacijo za oskarja (tokrat v kategoriji za »najboljšo igralko«), ki ga je nazadnje tudi dobila, nagrado BAFTA v kategoriji za »najboljšo igralko«, nagrado Screen Actors Guild Award v kategoriji za izstopajoči nastop ženske igralke v stranski vlogi ter zlati globus v kategoriji za »najboljšo stransko igralko«.
Kate Winslet je zaigrala glavno vlogo v HBO-jevi miniseriji Mildred Pierce, televizijski upodobitvi istoimenskega romana Jamesa M. Caina iz leta 1941, ki se je premierno predvajala 27. marca 2011. Izbrali so jo za igranje v filmu o naravni katastrofi Stevena Soderbergha, naslovljenem kot Contagion, ki naj bi izšel oktobra leta 2011. Poleg Jodie Foster in Christopha Waltza bo zaigrala tudi v filmski upodobitvi Romana Polanskija igre God of Carnage, ki so jo februarja 2011 začeli snemati v Parizu.

## Zasebno življenje
Kate Winslet je leta 1991, v času snemanja televizijske serije Temni letni čas, spoznala igralca in scenarista Stephena Tredrea, s katerim je imela štiri leta in pol dolgo razmerje. Tudi po njunem razhodu leta 1995 sta ostala dobra prijatelja. Stephen Tredre je umrl zaradi kostnega raka, in sicer v tednu, ko je izšel film Titanik, zaradi česar se Kate Winslet ni udeležila premiere filma v Los Angelesu, saj se je želela udeležiti njegovega pogreba v Londonu. S svojim soigralcem iz filma Titanik, Leonardom DiCapriem, sta dobra prijatelja že vse od snemanja filma.
22. novembra 2008 se je Kate Winslet poročila z režiserjem Jimom Threapletonom, ki ga je spoznala leta 1997 med snemanjem filma Hideous Kinky. Imata hčerko z imenom Mia Honey Threapleton, ki se je rodila 12. oktobra 2000 v Londonu. Kate Winslet in Jim Threapleton sta se ločila 13. decembra 2001.
Po razhodu z Jimom Threapletonom je Kate Winslet pričela z razmerjem z režiserjem Samom Mendesom, s katerim se je poročila 24. maja 2003 na otoku Anguilla. Njun sin, Joe Alfie Winslet Mendes, se je rodil 22. decembra 2003 v New York Cityju. Kate Winslet in Sam Mendes sta svoj razhod oznanila marca leta 2010.
Sam Mendes je nameraval leteti z letalom American Airlines na letu 77, ki so ga 11. septembra 2001 ugrabili teroristi in se z njim zaleteli v Pentagon. Oktobra 2001 je Kate Winslet skupaj s svojo hčerko Mio letela na letalu, ko je sredi leta potnik, ki se je izdajal za terorista, vstal in zavpil: »Vsi bomo umrli!« Zaradi tega Sam Mendes in Kate Winslet nikoli ne letita z istim letalom, saj se bojita, da bi njuna otroka v primeru nesreče ostala brez staršev.
Nihanje teže Kate Winslet so mediji čez leta večkrat dokumentirali. Sama pravi, da ne bo dopustila, da ji njeno težo narekuje Hollywood. Februarja 2003 je za britanska verzija revije GQ izdala digitalne fotografije, na katerih so jo retuširali tako, da je bila videti veliko bolj suha, kot je v resnici. Kate Winslet je kasneje povedala, da so slike retuširali in objavili brez njenega dovoljenja, pri čemur je še dodala: »Enostavno nisem želela, da bi ljudje menili, da sem hinavka in da sem nenadoma izgubila petnajst kilogramov ali kaj podobnega«. Revija GQ je nazadnje izdala opravičilo. Leta 2009 je zmagala v tožbi zaradi obrekovanja proti britanskemu tabloidu The Daily Mail, ki je objavil, da je lagala glede svojega telovadnega režima. Kate Winslet je dejala, da od revije zahteva opravičilo, s katerim je nameravala demonstrirati svoje mnenje o telesu ženske, in sicer da bi morale ženske svoj videz sprejemati s ponosom.

## Nagrade in nominacije
Kate Winslet je za svoj nastop v filmu Bralec (2008) prejela oskarja v kategoriji za »najboljšo igralko«. Nagrajena je s petimi nagradami Empire Awards; prvo je dobila leta 1994 za svoj filmski prvenec, Nebeški bitji, ko so nagrado podelili prvič. Ob prejemu nagrade je bila stara devetnajst let in do danes ostaja najmlajša prejemnica te nagrade v kategoriji za »najboljšo britansko igralko«. Poleg tega je prejela tudi dva zlata globusa v enem letu: prvega v kategoriji za »najboljšo igralko (drama)« za film Krožna cesta (2008) in drugega v kategoriji za »najboljšo stransko igralko« za film Bralec. Nagrajena je z dvema nagradama BAFTA, prvo je dobila leta 1996 za film Razsodnost in rahločutnost (1995), in sicer v kategoriji za »najboljšo stransko igralko«, drugo, v kategoriji za »najboljšo igralko«, pa leta 2009 za film Bralec. Vsega skupaj si je prislužila šest nominacij za oskarja, sedem nominacij za zlati globus in sedem nominacij za nagrado BAFTA.
Prejela je tudi mnogo nagrad in nominacij s strani drugih organizacij, vključno z nagrado Los Angeles Film Critics Association Award v kategoriji za »najboljšo stransko igralko« za film Iris (2001) ter nagrado Screen Actors Guild Award v kategoriji za »izstopajoči nastop ženske igralke v stranski vlogi« za filma Razsodnost in rahločutnost in Bralec. Revija Premiere je njeno upodobitev Clementine Kruczynski v filmu Večno sonce brezmadežnega uma označila za enainosemdeseti največji filmski nastop vseh časov.

### Rekordi za največ nominacij za oskarja
Kate Winslet je bila pri šestindvajsetih tretjič nominirana za oskarja (takrat za film Iris) in je tako za las zrešila rekord za najmlajšo igralko, kar jih je bilo kdaj nominiranih za tri oskarje, ki ga je tako še vedno imela Natalie Wood s petindvajsetimi leti. Pri enaintridesetih je z nominacijo za oskarja za film Majhni otroci (2006) postala najmlajša igralka, kar jih je bilo kdaj nominiranih za pet oskarjev. Pri tem je premagala Bette Davis, ki je bila, ko je bila petič nominirana za oskarja za svoj nastop v filmu The Little Foxes (1941), stara triintrideset let. Z nominacijo za oskarja za svoj nastop v filmu Bralec (2008) je Kate Winslet postala najmlajši igralec, kar jih je bilo kdaj nominiranih za šest oskarjev. Pri triintridesetih je podrla rekord Bette Davis, ki je bila v času, ko je bila šestič nominirana za oskarja za film Na razpotju (1942), leto dni starejša od nje.
Kate Winslet je prejela dve nominaciji za oskarja za igranje mlajših verzij likov, ki sta jih sicer odigrali oskarjevki Gloria Stuart (Titanik; obe sta igrali Rose) in Judi Dench (Iris, obe sta igrali Iris Murdoch). To sta edina dva primera, ko sta bili za oskarja nominirani tako igralka, ki je upodobila mlajšo verzijo lika, kot igralka, ki je zaigrala starejšo verzijo lika, s čimer je Kate Winslet postala edina igralka, ki si je dvakrat delila nominacijo za oskarja s še dvema igralkama, ki sta upodobili isti lik.
Ko ni bila nominirana za oskarja za svoje delo pri filmu Krožna cesta (2008), je Kate Winslet postala šele druga igralka, ki je prejela zlati globus v kategoriji za »najboljšo igralko (drama)«, a za isti nastop ni bila nominirana za oskarja (Shirley MacLaine je bila leta 1988 s filmom Madame Sousatzka prva, vendar si je MacLaineova svoj zlati globus delila s še dvema drugima igralkama). Pravila akademije dovoljujejo, da je igralec nominiran samo za eno delo v eni kategoriji; ker so člani akademije njen nastop v filmu Bralec obravnavali kot nastop glavnega igralca (za razliko od organizatorjev podelitve zlatih globusov, ki so ga obravnavali kot nastop stranskega igralca), ni mogla prejeti nominacije za svoj nastop v filmu Krožna cesta.

### Nagrade za drugo delo
Kate Winslet je bila nagrajena z grammyjem v kategoriji za »najboljši album za otroke« za album Listen To the Storyteller. Nominirana je bila tudi za emmyja v kategoriji za »izstopajočo gostovalno igralko v komični seriji« za svoj nastop v epizodi televizijske serije Extras leta 2005, kjer je igrala samo sebe.

## Filmografija
| Leto | Naslov                        | Vloga                     | Opombe |
| ---- | ----------------------------- | ------------------------- | --- |
| 1991 | Temni letni čas               | Reet                      | (TV serija) |
| 1992 | Get Back                      | Eleanor Sweet             | (TV serija) |
| 1994 | Nebeški bitji                 | Juliet Hulme              | Empire Award za najboljšo britansko igralko London Film Critics Circle Award za britansko igralko leta Filmske in televizijske nagrade Nove Zelandije za najboljšega tujega izvajalca |
| 1995 | A Kid in King Arthur's Court  | Princesa Sarah            | |
| 1995 | Razsodnost in rahločutnost    | Marianne Dashwood         | BAFTA Award za najboljšo igralko v stranski vlogi Evening Standard British Film Award za najboljšo igralko (tudi za Jude) Screen Actors Guild Award za izstopajoči nastop ženske igralke v stranski vlogi Nominirana - Oskar za najboljšo stransko igralko Nominirana - Zlati globus za najboljšo stransko igralko – Film Nominirana - Screen Actors Guild Award za izstopajoči nastop igralske zasedbe v filmu |
| 1996 | Jude                          | Sue Bridehead             | Evening Standard British Film Award za najboljšo igralko (tudi za Razsodnost in rahločutnost) |
| 1996 | Hamlet                        | Ofelija                   | Empire Award za najboljšo britansko igralko Nominirana - Satellite Award za najboljšo stransko igralko - Film |
| 1997 | Titanik                       | Rose DeWitt Bukater       | Blockbuster Entertainment Award za najljubšo filmsko igralko – Drama Empire Award za najboljšo britansko igralko Evropska filmska nagrada za najboljšo britansko igralko po izbiri občinstva Zlata kamera za najboljši mednarodni film (izjemno delo izven nemške produkcije) Nominirana - Oskar za najboljšo igralko Nominirana - Zlati globus za najboljšo igralko – Filmska drama Nominirana - London Film Critics Circle Award za britansko igralko leta Nominirana - MTV Movie Award za najboljši nastop Nominirana - MTV Movie Award za najboljši poljub (skupaj z Leonardom DiCapriem) Nominirana - MTV Movie Award za najboljši duet (skupaj z Leonardom DiCapriem) Nominirana - Online Film Critics Society Award za najboljšo igralko Nominirana - Evropska filmska nagrada za dosežke v svetu filma Nominirana - Satellite Award za najboljšo igralko - Filmska drama Nominirana - Screen Actors Guild Award za izstopajoči nastop ženske igralke v glavni vlogi Nominirana - Screen Actors Guild Award za izstopajoči nastop igralske zasedbe v filmu                                                              |
| 1998 | Hideous Kinky                 | Julia                     | |
| 1999 | Faeries                       | Brigid                    | (glas) |
| 1999 | Holy Smoke!                   | Ruth Barron               | |
| 2000 | Quills                        | Madeleine 'Maddy' LeClerc | Evening Standard British Film Award for Best Actress]] (tudi za Enigma in Iris) Las Vegas Film Critics Society Award za najboljšo stransko igralko Nominirana - Blockbuster Entertainment Awards za najljubšo igralko – Drama Nominirana - London Film Critics Circle Award za britansko igralko leta Nominirana - Satellite Award za najboljšo stransko igralko - Filmska drama Nominirana - Screen Actors Guild Award za izstopajoči nastop ženske igralke v glavni vlogi |
| 2001 | Enigma                        | Hester Wallace            | Evening Standard British Film Award za najboljšo igralko (tudi za Iris and Quills) Nominirana - British Independent Film Award za najboljšo igralko |
| 2001 | Christmas Carol: The Movie    | Belle                     | (glas) |
| 2001 | Iris                          | Mlajša Iris Murdoch       | Empire Award za najboljšo britansko igralko Evening Standard British Film Award za najboljšo igralko (tudi za Enigma in Quills) Evropska filmska nagrada za najboljšo britansko igralko po izbiri občinstva Los Angeles Film Critics Association Award za najboljšo stransko igralko Nominirana - Oskar za najboljšo stransko igralko Nominirana - BAFTA Award za najboljšo igralko v stranski vlogi Nominirana - Zlati globus za najboljšo stransko igralko – Film Nominirana - Satellite Award za najboljšo stransko igralko – Film |
| 2003 | Življenje Davida Gala         | Bitsey Bloom              | |
| 2004 | Večno sonce brezmadežnega uma | Clementine Kruczynski     | Empire Award za najboljšo britansko igralko International Cinephile Society Award za najboljšo igralko Las Vegas Film Critics Society Award za najboljšo igralko (tudi za V iskanju dežele Nije) London Film Critics Circle Award za britansko igralko leta (skupaj z Evo Birthistle za Ae Fond Kiss...) Online Film Critics Society Award za najboljšo igralko Nagrada mednarodnega filmskega festivala v Santa Barbari za izstopajoči nastop (tudi za V iskanju dežele Nije) Nominirana - Oskar za najboljšo igralko Nominirana - BAFTA Award za najboljšo igralko v glavni vlogi Nominirana - Broadcast Film Critics Association Award za najboljšo igralko Nominirana - Zlati globus za najboljšo igralko – Glasbeni film ali komedija Nominirana - People's Choice Awards za najljubšo glavno žensko Nominirana - People's Choice Awards za najljubšo zaigrano kemijo (skupaj z Jimom Carreyjem) Nominirana - Satellite Award za najboljšo igralko - Glasbeni film ali komedija Nominirana - Saturn Award za najboljšo igralko Nominirana - Screen Actors Guild Award za izstopajoči nastop ženske igralke v glavni vlogi |
| 2004 | V iskanju dežele Nije         | Sylvia Llewelyn Davies    | Las Vegas Film Critics Society Award za najboljšo igralko (tudi za Večno sonce brezmadežnega uma) Nagrada mednarodni filmskega festivala v Santa Barbari za izstopajoči nastop (tudi za Večno sonce brezmadežnega uma) Nominirana - Broadcast Film Critics Association Award za najboljšo stransko igralko Nominirana - Screen Actors Guild Award za izstopajoči nastop igralske zasedbe v filmu Nominirana - BAFTA Award za najboljšo igralko v glavni vlogi Nominirana - Teen Choice Award za izbiro filmske igralke – Filmska drama |
| 2005 | Ljubezen in cigarete          | Tula                      | |
| 2006 | Vsi kraljevi možje            | Anne Stanton              | |
| 2006 | Majhni otroci                 | Sarah Pierce              | The Britannia Award za britanskega ustvarjalca leta Gotham Award za najboljšo igralko Mednarodni filmski festival Palm Springs – Nagrada za posebne dosežke Nominirana - Oskar za najboljšo igralko Nominirana - BAFTA Award za najboljšo igralko v glavni vlogi Nominirana - Broadcast Film Critics Association Award za najboljšo igralko Nominirana - Chicago Film Critics Association Award za najboljšo igralko Nominirana - Zlati globus za najboljšo igralko - Filmska drama Nominirana - London Film Critics Circle Award za britansko igralko leta Nominirana - Online Film Critics Society Award za najboljšo igralko Nominirana - Satellite Award za najboljšo igralko - Filmska drama Nominirana - Screen Actors Guild Award za izstopajoči nastop ženske igralke v glavni vlogi |
| 2006 | Odplaknjeni gizdalin          | Rita                      | (glas) |
| 2006 | Počitnice                     | Iris Simpkins             | |
| 2006 | Deep Sea 3D                   | Pripovedovalka            | (glas) |
| 2008 | Deklica in lisica             | Pripovedovalka            | (glas) |
| 2008 | Bralec                        | Hanna Schmitz             | Oskar za najboljšo igralko BAFTA Award za najboljšo igralko v glavni vlogi Broadcast Film Critics Association Award za najboljšo stransko igralko Chicago Film Critics Association Award za najboljšo stransko igralko Evropska filmska nagrada za najboljšo igralko Zlati globus za najboljšo stransko igralko - Film Screen Actors Guild Award za izstopajoči nastop ženske igralke v stranski vlogo Las Vegas Film Critics Society Award za najboljšo igralko (tudi za Krožna cesta) London Film Critics Circle Award za najboljšo igralko (tudi za Krožna cesta) Robert Award za najboljšo igralko RopeofSilicon Movie Award za najboljšo stransko igralko San Diego Film Critics Society Award za najboljšo igralko Vancouver Film Critics Circle Award za najboljšo igralko (tudi za Krožna cesta) Nominirana - London Film Critics Circle Award za britansko igralko leta Nominirana - MTV Movie Award za najboljši nastop Nominirana - Online Film Critics Society Award za najboljšo stransko igralko Nominirana - Satellite Award za najboljšo igralko - Filmska drama                                               |
| 2008 | Krožna cesta                  | April Wheeler             | Alliance of Women Film Journalists Award za najboljšo igralko Detroit Film Critics Society Award za najboljšo igralko Zlati globus za najboljšo igralko - Filmska drama Las Vegas Film Critics Society Award za najboljšo igralko (tudi za Bralec) London Film Critics Circle Award za najboljšo igralko (tudi za Bralec) Nagrada mednarodnega filmskega festivala Palm Springs za najboljši nastop igralske zasedbe St. Louis Gateway Film Critics Association Award za najboljšo igralko Vancouver Film Critics Circle Award za najboljšo igralko (tudi za Bralec) Mednarodni filmski festival v Santa Barbari – Nagrada Montevito Nominirana - BAFTA Award za najboljšo igralko v glavni vlogi Nominirana - Online Film Critics Society Award za najboljšo igralko Nominirana - Screen Actors Guild Award za izstopajoči nastop ženske igralke v glavni vlogi |
| 2011 | Mildred Pierce                | Mildred Pierce Beragon    | HBO-jeva miniserija |
| 2011 | Contagion                     | Dr. Erin Mears            | |
| 2012 | God of Carnage                | Annette                   | |